# Gogmagog (mitología)

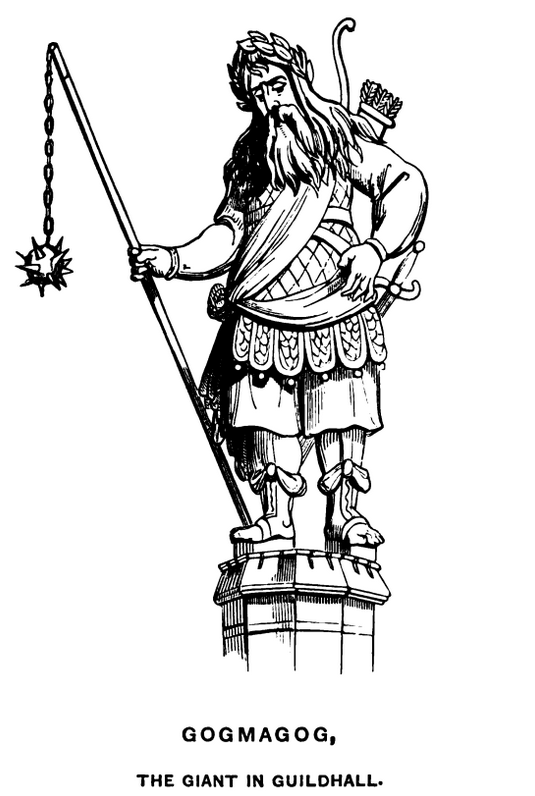
Gogmagog. Esta figura y la de Corineo estaban expuestas en Guildhall, Londres, talladas por el capitán Richard Saunders en 1709.

Gogmagog (también llamado Goemagot, Goemagog, Goëmagot y Gogmagoc) es un gigante legendario de la Materia de Bretaña. Según la Historia Regum Britanniae (Historia de los reyes de Bretaña, del siglo XII), de Godofredo de Monmouth, era un gigante que habitaba en Cornualles y que fue arrojado desde un acantilado durante un combate cuerpo a cuerpo con Corineo (el legendario homónimo de Cornualles y compañero de Bruto de Troya).
La tradición posterior amplió esta historia, con Gogmagog siendo descrito como descendiente de Albina, y el jefe y el mayor de los gigantes encontrados por Bruto y sus hombres que habitaban la tierra de Albión. Las efigies de Gogmagog y Corineo, utilizadas en la pompa inglesa y más tarde erigidas como estatuas guardianas en Guildhall, Londres, con el tiempo se ganaron los nombres familiares de "Gog y Magog".

## Etimología
El nombre "Gogmagog" se deriva comúnmente de los personajes bíblicos Gog y Magog; sin embargo, Peter Roberts, autor de una traducción al inglés de 1811 de la crónica galesa Brut Tysilio (en sí misma una traducción de la Historia Regum Britanniae de Godofredo de Monmouth), argumentó que era una corrupción de Cawr-Madog ('el gigante o gran guerrero Madog'), respaldada por la ortografía del nombre de Ponticus Virunnius como Goermagog.

## Godofredo de Monmouth

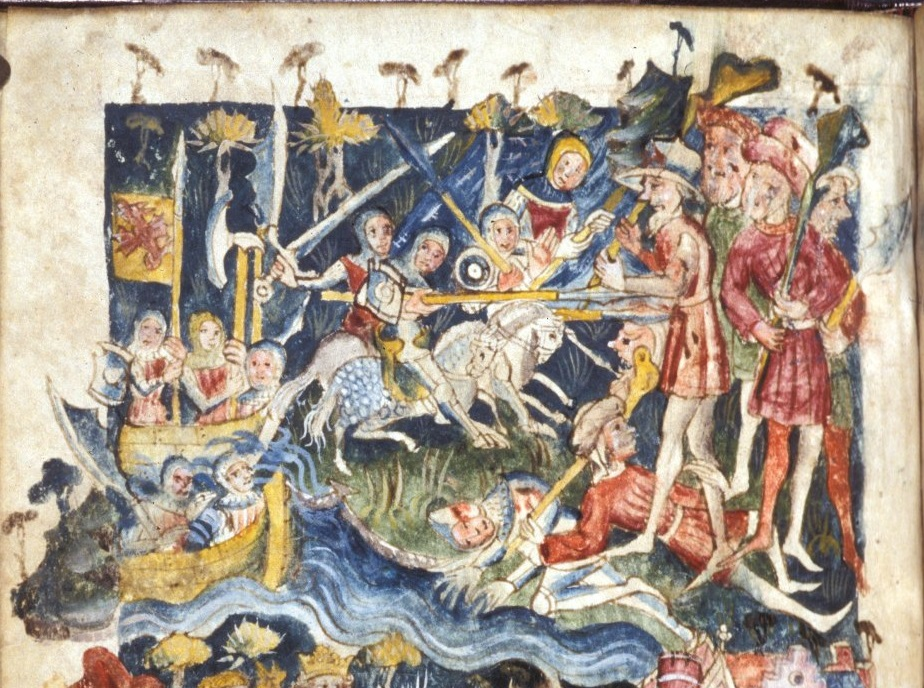
Combate entre las tropas de Brutus y los gigantes, liderados por Gogmagog
—versión abreviada de Historia Regnum Britanniae; British Library MS Harley 1808, fol. 8.

Gogmagog ("Goemagot", "Goemagog") aparece en la leyenda de la fundación de Gran Bretaña escrita por Godofredo de Monmouth, Historia Regum Britanniae (1136). En esta historia, la isla de Albión alguna vez estuvo habitada por gigantes, pero su número había disminuido y quedaban pocos. Gogmagog fue uno de estos últimos gigantes y fue asesinado por Corineo, un miembro de los colonizadores troyanos invasores encabezados por Bruto de Troya. Posteriormente, a Corineo se le concedieron unas tierras que recibieron el nombre de "Cornualles" en su honor.
La Historia detalla el encuentro de la siguiente manera: Gogmagog, acompañado por veinte gigantes, atacó el asentamiento troyano y provocó una gran matanza. Los troyanos se recuperaron y mataron a todos los gigantes, excepto a "un monstruo detestable llamado Gogmagog, de doce codos de estatura y de una fuerza tan prodigiosa que de un solo movimiento arrancó un roble como si hubiera sido una vara de avellano". Es capturado para que Corineo pueda luchar con él. El gigante le rompe tres costillas a Corineo, lo que lo enfurece tanto que lo levanta y lo lleva sobre sus hombros hasta la cima de una roca alta, desde donde lo arroja al mar. El lugar donde cayó fue conocido para la posteridad como "El salto de Gogmagog".
El arzobispo Michael Joseph Curley sugiere que Godofredo de Monmouth pudo haberse inspirado en el gigante Anteo de la Farsalia, de Lucano, que fue derrotado por Hércules en un combate de lucha levantándolo de la tierra, fuente de su fuerza; ambos gigantes vivían en cuevas y dieron su nombre a un lugar.

## Versiones posteriores
El combate de Gogmagog con Corineo, relatado por Godofredo, se repitió en el Brut anglo-normando de Wace y en el Brut en inglés medio de Layamon. Debido a que el trabajo de Godofredo se consideró un hecho hasta finales del siglo XVII, la historia continuó apareciendo en la mayoría de las primeras historias de Gran Bretaña. Algunos ampliaron la historia, como Johannes de Hauvilla, que en su obra Architrenius (c. 1184) describe cómo "la imponente altura de los doce codos de Gemagog, precipitándose sobre ellos, fue suficiente para aterrorizar a los troyanos, hasta que fue derrocado por los fuertes miembros de Corineo"; luego continúa diciendo que, antes de la época de Bruto:
[Gran Bretaña] proporcionó hogar sólo a unos pocos titanes, cuyas vestimentas procedían de los cuerpos húmedos de bestias salvajes, que bebían sangre en copas de madera, que hacían sus hogares en cuevas, sus camas con maleza y sus mesas con rocas. La caza les proporcionaba alimento, la violación les servía de amor y la matanza era su entretenimiento. La fuerza bruta era su ley, la locura su coraje, la violencia impulsiva su guerra. La batalla era su muerte y los matorrales eran sus tumbas. Toda la tierra se quejaba de estos monstruos que habitaban en las montañas, pero eran en su mayor parte el terror de la región occidental, y sus locos estragos te afligieron más a ti, Cornualles, el umbral más extremo del viento del oeste. Fue el poder de Corineo, siempre listo para la batalla, lo que empujó a estas criaturas hacia el Averno. En una lucha hercúlea, levantó a Gemagog, de doce codos de altura, y luego arrojó a su enemigo anteano desde una roca al mar. La borracha Tetis bebió el chorro de sangre que brotó. El mar esparció sus miembros; Cerbero recibió su sombra.
La historia de la ascendencia de Gogmagog se compuso más tarde, en el siglo XIV. Conocida como la "historia de Albina" (o Des Grantz Geanz), afirmaba que Gogmagog era un gigante descendiente de Albina y sus hermanas, treinta hijas del rey de Grecia exiliadas a la tierra que más tarde se conocería como "Albión". Esta historia se añadió como prólogo a versiones posteriores de la pseudohistoria del Brut.
Así, según la versión en prosa del Brut en inglés medio, conocida como las Crónicas de Inglaterra, Albina era hija del rey sirio Diodicias, de quien descienden Gogmagog y Laugherigan y los otros gigantes de Albión. Estos gigantes vivieron en cuevas y colinas hasta que fueron conquistados por el grupo de Bruto que llegó a "Tottenesse" (la actual Totnes, en Devon). Un capítulo posterior describe el combate de Gogmagog con Corineo (en inglés medio: Coryn) "en Totttenes", similar a lo relatado por Godofredo. Gogmagog era el más alto de estos gigantes; en comparación, Corineo era al menos el hombre más grande de cintura para arriba en el grupo de Bruto. La edición impresa de Caxton, The Cronycles of Englond (1482), coincide en gran medida con este contenido.
Raphael Holinshed también localiza el evento del "salto de Gogmagog" en Dover, pero William Camden en su obra Brittannia, de 1586, lo ubica en Plymouth Hoe, tal vez siguiendo el Estudio de Cornualles de Richard Carew. Carew describe "el retrato de dos hombres, uno más grande y el otro más pequeño... (a quienes llaman "Gogmagog") que fue tallado en el suelo en Hawe (es decir, el Hoe) en Plymouth...". Estas imágenes se registran por primera vez en 1495 y fueron destruidas con la construcción de la Ciudadela Real de Plymouth en 1665.

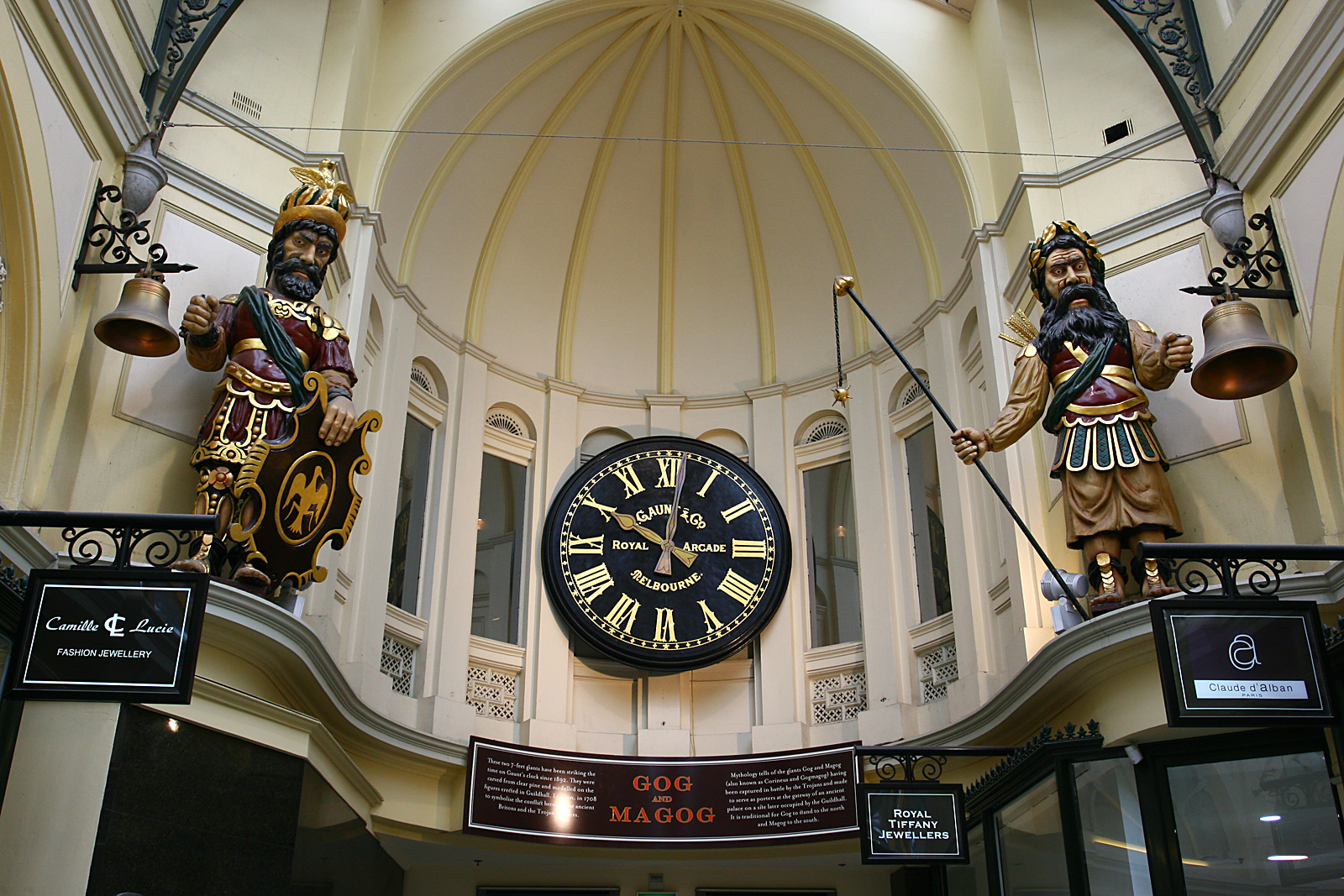
Figuras de Gog y Magog en la Royal Arcade de Melbourne (Australia)

La obra Poly-Olbion, de Michael Drayton, también conserva la historia:
"Entre los escarpados acantilados del Cleeves, aquellos monstruosos gigantes buscaron: ¿Quiénes (de su terrible especie) para espantar a los troyanos trajeron al gran Gogmagog, un roble que de raíz podía arrancar?; Tan poderosos eran (en aquel tiempo) los hombres que allí vivían: Pero, como del uso de las armas no entendía (excepto alguna roca o árbol, que al alcance de su mano, levantaba de la tierra para ejecutar su furia), él desafía por fuerza, y allí ofrece su prenda, la cual Corineo recoge, para responder al instante, sobre este hijo de la tierra su máximo poder probar."

## Guardianes de Londres

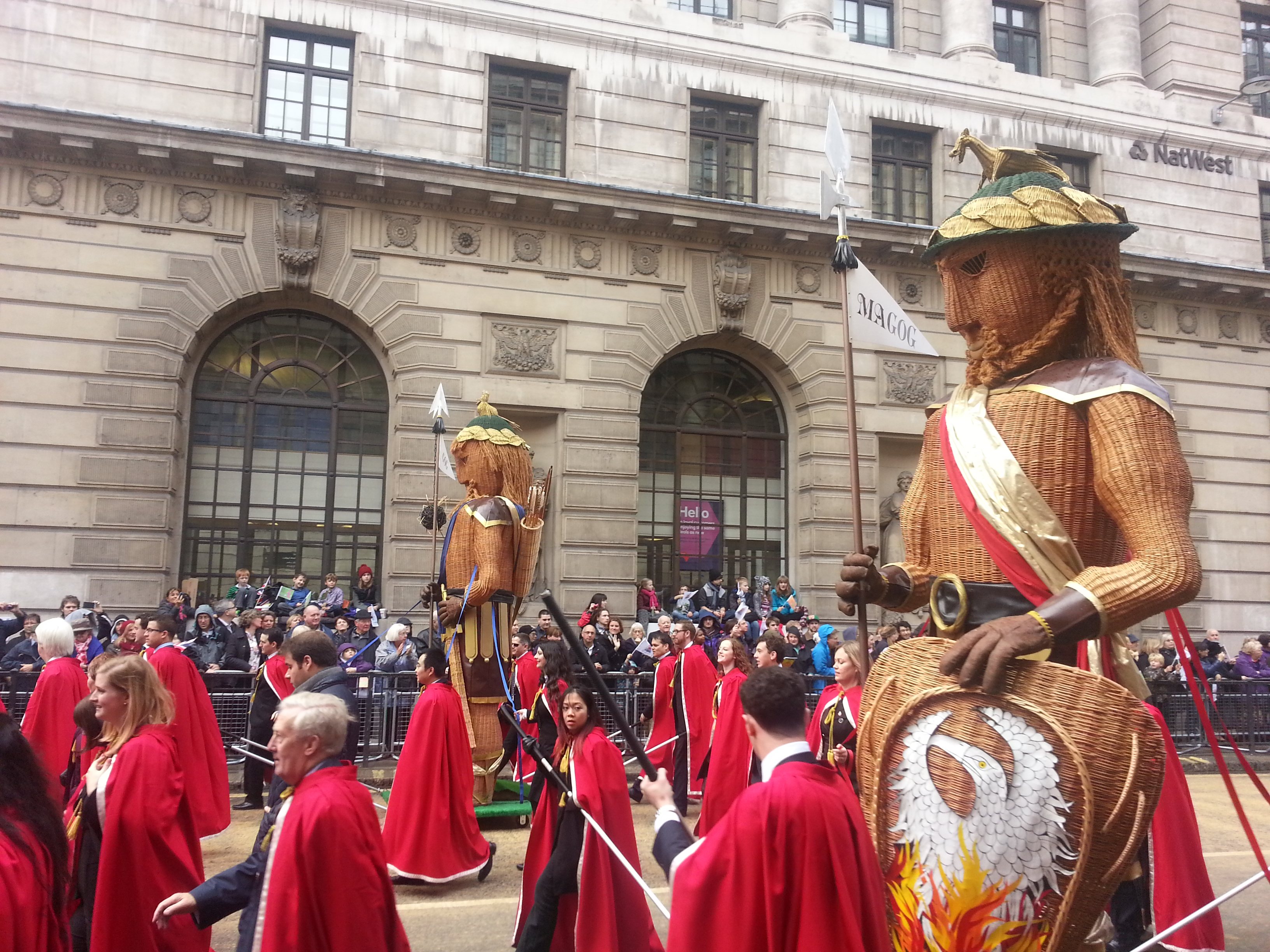
Efigies de Gog y Magog en el Espectáculo del Lord Mayor (Lord Mayor's Show)

El relato del Espectáculo del Lord Mayor sobre Gogmagog dice que el emperador romano Diocleciano tenía treinta y tres hijas malvadas. Les encontró treinta y tres maridos para refrenar sus malos caminos; esto les irritó y, bajo el liderazgo de la hermana mayor, Alba, asesinaron a sus maridos. Por este crimen fueron arrojadas a la deriva en el mar; llegaron a la costa de una isla azotada por el viento, a la que llamaron "Albión", en honor a Alba. Allí se unieron con demonios y dieron a luz a una raza de gigantes, entre cuyos descendientes se encontraban Gog y Magog. Se construyeron las efigies de dos gigantes en 1558 en la coronación de Isabel I y fueron descritas como "Gogmagot el albo" y "Corineo el britano". Estas, o figuras similares, hechas de "cestería y cartón", hicieron apariciones regulares en el Lord Mayor's Show a partir de entonces, aunque con el paso de los años se les conoció como Gog y Magog. El capitán Richard Saunders talló nuevas figuras de pino en 1709 y las exhibió en el Guildhall de Londres hasta 1940, cuando fueron destruidas en un ataque aéreo; luego fueron reemplazadas por David Evans en 1953.
Los alcaldes de la ciudad de Londres llevan imágenes de Gog y Magog (representados como gigantes) en una procesión tradicional en el Lord Mayor's Show de cada año el segundo sábado de noviembre.

## En la literatura francesa
Bajo la influencia del Gogmagog (Goemagot) de Godofredo de Monmouth, fueron reformulados en Francia como Gos et Magos, enemigos derrotados por el gigante Gargantúa y hechos prisioneros por el rey Arturo, que tenía su corte en Londres según las novelas de Gargantúa, de Rabelais (1534). El hijo de Gargantúa, Pantagruel, también tenía un antepasado llamado Gemmagog, cuyo nombre también era una deformación de "Gog y Magog", influenciada por la leyenda británica.

## En el folclore irlandés

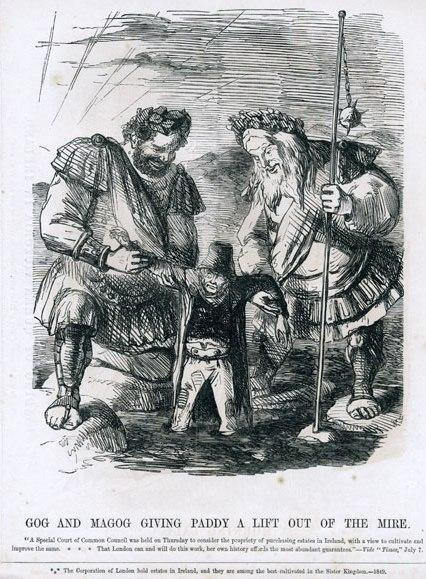
"Gog y Magog ayudando a Paddy (Irlanda) a salir del pantano". Ilustración de la revista británica Punch, de 1849. Aquí los gigantes representan a Londres, que afirmaba asistir a Irlanda luego de la hambruna comprando tierras para mejorar su comercio.

Las obras de la mitología irlandesa, incluido el Lebor Gabála Érenn (el Libro de las invasiones), amplían la historia de Magog y lo convierten en el antepasado de los irlandeses a través de Partolón, líder del primer grupo que colonizó Irlanda después del Diluvio y descendiente de Magog, como también lo fueron los milesianos, el pueblo de la quinta invasión de Irlanda. Según estas tradiciones, Magog también fue el progenitor de los escitas, así como de muchos otros pueblos en Europa y Asia Central.